# Grijskoptangare
De grijskoptangare (Cnemathraupis rubrirostris synoniem: Cnemoscopus rubrirostris) is een zangvogel uit de familie Thraupidae (tangaren).

## Verspreiding en leefgebied
Deze soort telt 2 ondersoorten:
- C. r. rubrirostris: van westelijk Venezuela en het noordelijke deel van Centraal-Colombia tot Ecuador.
- C. r. chrysogaster: van noordelijk Peru tot westelijk Bolivia.